# Eparchia mukaczewska i użhorodzka
Eparchia mukaczewska i użhorodzka, spotykana jest też nazwa mukaczewska, mukaczewsko-użhorodzka – jedna z eparchii Ukraińskiego Kościoła Prawosławnego Patriarchatu Moskiewskiego. Jej obecnym biskupem ordynariuszem jest arcybiskup mukaczewski i użhorodzki Teodor (Mamasujew), zaś funkcję katedry pełni sobór Poczajowskiej Ikony Matki Bożej w Mukaczewie.

## Historia

Eparchia mukaczewska i użhorodzka na tle podziału administracyjnego UKP PM

Obszar Zakarpacia został włączony w jurysdykcję Rosyjskiego Kościoła Prawosławnego wskutek aneksji tego regionu przez ZSRR (przed II wojną światową teren ten należał do eparchii mukaczewsko-preszowskiej Serbskiego Kościoła Prawosławnego). Patriarchat Moskiewski przejął kanoniczny nadzór nad Zakarpaciem jeszcze przed jego oficjalnym przyłączeniem do Ukraińskiej Socjalistycznej Republiki Radzieckiej, w maju 1945. W nowo powstałej eparchii mukaczewsko-użhorodzkiej zlikwidowane zostały niemal wszystkie działające przed 1945 monastery oraz skity. Natomiast w związku z likwidacją Kościoła katolickiego obrządku bizantyjsko-rusińskiego w ZSRR eparchia przejęła obiekty należące do tej pory do greckokatolickiej eparchii mukaczewskiej.
Pełne odrodzenie życia religijnego na Zakarpaciu było możliwe dopiero po upadku ZSRR. Po 1991, gdy zwierzchnikiem eparchii mukaczewskiej był arcybiskup Eutymiusz (Szutak), ponownie otwartych zostało dziesiątki cerkwi. W 1994 eparchia została podzielona na: mukaczewską i użhorodzką oraz chustską i wynohradowską.

## Podział administracyjny
W 2010 na terytorium eparchii działało 290 parafii obsługiwanych przez 265 duchownych. Funkcjonowały one w ramach dziewięciu dekanatów. W 2015 w skład eparchii wchodziło 12 dekanatów: berehowski, irszawski, mukaczewski miejski, mukaczewski rejonowy, pereczyński, seredniański, swalawski, użhorodzki miejski, użhorodzki rejonowy, wielkoberezieński, wielkołuczkowski i wołowiecki.
W 2015 czynnych było również 15 klasztorów, w których zamieszkiwało ponad 200 mniszek i mnichów. Były to następujące monastery:
- Monaster Zmartwychwstania Pańskiego w Użhorodzie, męski
- Monaster Kazańskiej Ikony Matki Bożej w Tyszowie, męski
- Monaster św. Pantelejmona w Osij-Kamiance, męski
- Monaster Opieki Matki Bożej w Kostrynie, męski
- Monaster Opieki Matki Bożej w Rakosznie Ruskim, męski
- Monaster Poczajowskiej Ikony Matki Bożej w Czunadijowie, męski
- Monaster Zaśnięcia Matki Bożej w Kyczirnem, męski
- Monaster św. Jerzego w Zabołotnem, męski[2]
- Monaster św. Serafina w Pryborżawskim, żeński
- Monaster Wprowadzenia Matki Bożej do Świątyni w Kusznicy, żeński
- Monaster św. Jana Chrzciciela w Dubrowce, żeński
- Monaster Świętych Cyryla i Metodego w Swalawie, żeński
- Monaster św. Mikołaja w Mukaczewie, żeński
- Monaster Zaśnięcia Matki Bożej w Dombokach, żeński
- Monaster św. Marii Magdaleny w Zariczewie, żeński[9].

## Biskupi mukaczewscy[10]
- Nestor (Sidoruk), 1945–1948
- Makary (Oksijuk), 1948–1950[11]
- Hilarion (Koczergin), 1950–1956
- Warłaam (Borisewicz), 1956–1961
- Mikołaj (Kutiepow), 1961–1963
- Bogolep (Ancuch), 1963–1965
- Grzegorz (Zakalak), 1965–1977
- Sawa (Babyneć), 1977–1985[12]
- Damaskin (Bodry), 1985–1989[13]
- Eutymiusz (Szutak), 1989–2000[14]
- Agapit (Bewcyk), 2000–2007[15]
- Teodor (Mamasujew), od 2007[16]